# Бряза (Сучава)
Бря́за (рум. Breaza) — село у повіті Сучава в Румунії. Входить до складу комуни Бряза.

## Розташування
Село знаходиться на відстані 359 км на північ від Бухареста, 69 км на захід від Сучави. За Кубійовичем Бряза — південна межа української етнічної території.

## Історія
Давнє українське село південної Буковини. За переписом 1900 року в селі Бряза Кимполунгського повіту були 406 будинків, проживали 1746 мешканців: 1557 українців, 115 румунів, 7 німців, 67 євреїв.

## Населення
За даними перепису населення 2002 року у селі проживали 1159 осіб, усі — румуни. Усі жителі села рідною мовою назвали румунську.